# Shake the Spirit
Shake the Spirit è il secondo album in studio della cantante statunitense Elle King, pubblicato nel 2018.

## Tracce
1. Talk of the Town – 3:36
2. Baby Outlaw – 3:19
3. Shame – 2:39
4. Man's Man – 2:48
5. Naturally Pretty Girls – 3:13
6. Told You So – 2:39
7. Good Thing Gone – 4:52
8. Runaway – 4:26
9. It Girl – 3:42
10. Ram Jam – 4:06
11. Sober – 4:25
12. Chained (featuring Cameron Neal) – 4:10
13. Little Bit of Lovin' – 6:33